# Luiz Maurício
Luiz Maurício! é o vigésimo segundo álbum de estúdio do cantor e compositor brasileiro Lulu Santos. O disco foi lançado em 9 de setembro de 2014, pela gravadora Sony Music Brasil.

## Origem do título
Luiz Maurício é o nome de batismo do cantor, e usado como título do disco e também como titulo da faixa que abre o disco.
| “ | Foi minha avó que me deu o apelido quando eu era ainda criança. Lá em casa, Luiz Maurício era quem levava esporro. Sempre que acontecia alguma coisa errada, minha mãe já acusava: ‘Lu-iz Mau-rí-cio! | ” |

A capa do álbum, na verdade é uma foto em 1958, quando Lulu tinha apenas 5 anos, em uma viagem com a sua família a Casa Branca em Washington D.C.

## Participações
O álbum conta com a participação de artistas como, Mr. Catra, Jorge Ailton na faixa "Michê (Chega de Longe Bis)", e remixes de DJ Memê na faixa título, e DJ Sany Pitbull e Batutinha DJ na canção "Sócio do Amor".

## Alinhamento de faixas
| Faixas         |                                                             |         |  |
| N.º            | Título                                                      | Duração |  |
| 1.             | "Luiz Maurício" (DJ Memê Remix)                             | 3:33    |  |
| 2.             | "SDV (Segue de Volta?)"                                     | 3:07    |  |
| 3.             | "Michê (Chega de Longe Bis)" (com Mr. Catra & Jorge Ailton) | 3:33    |  |
| 4.             | "Sócio do Amor" (DJ Sany Pitbull e Batutinha DJ Remix)      | 3:32    |  |
| 5.             | "Drones" (Instrumental)                                     | 3:48    |  |
| 6.             | "Torpedo"                                                   | 3:12    |  |
| 7.             | "Efe-Se"                                                    | 3:40    |  |
| 8.             | "Fogo Amigo"                                                | 3:55    |  |
| 9.             | "Lava-Jato"                                                 | 4:23    |  |
| 10.            | "Blueseado" (Instrumental)                                  | 4:37    |  |
| 11.            | "Luiz Maurício"                                             | 3:48    |  |
| 12.            | "Sócio do Amor"                                             | 3:52    |  |
| Duração total: | Duração total:                                              | 45:00   |  |

## Integrantes
- Lulu Santos - voz, vocais, guitarra, violão e ukulele
- Jorge Ailton - baixo; vocais em "SDV (Segue de Volta?)" e "Sócio do Amor"
- Sergio Melo - bateria; pandeirola em "Fogo Amigo"
- Hiroshi Mizutani - teclados, piano elétrico, órgão e programações
- Pretinho da Serrinha - congas em "SDV (Segue de Volta?)"; percussão em "Michê (Chega de Longe Bis)", "Drones" e "Sócio do Amor"
- Sergio Villarim - teclados em "SDV (Segue de Volta?)", piano elétrico em "Drones"
- Andréa Negreiros - vocais em "SDV (Segue de Volta?)", "Efe-Se" e "Sócio do Amor"
- DJ Memê - programação de bateria e teclados em "Michê (Chega de Longe Bis)"
- Lincoln Olivetti - teclados em "Drones" e "Sócio do Amor"
- Pedro Augusto - escaleta em "Lava-Jato"; piano elétrico e órgão em "Luiz Maurício"